# Microserica roeri
Microserica roeri är en skalbaggsart som beskrevs av Frey 1972. Microserica roeri ingår i släktet Microserica och familjen Melolonthidae. Inga underarter finns listade i Catalogue of Life.